# A. G. Leonard
Arthur Gray Leonard va ser un geòleg estatunidenc. Ha donat nom al mineraloide Leonardita
Va ser el primer geòleg estatal de Dakota del Nord i professor de geologia de la Universitat de Dakota del Nord. Va contribuir a l'estudi del lignit a través del temps geològic.
Es va graduar a l'Oberlin College el 1889 i el 1895 va rebre un grau A.M. Tres anys més tard completà el seu Ph.D. a la Universitat Johns Hopkins.
La School of Geology and Geological Engineering in the College of Engineering and Mines at the University of North Dakota dona la medalla A.G. Leonard.